# Золотолинська сільська рада
Золото́линська сільська́ ра́да — орган місцевого самоврядування в Костопільському районі Рівненської області. Адміністративний центр — село Золотолин.

## Загальні відомості
- Золотолинська сільська рада утворена в 1939 році.
- Територія ради: 74,16 км²
- Населення ради: 1 419 осіб (станом на 2001 рік)
- Територією ради протікає річка Горинь.

## Населені пункти
Сільській раді підпорядковані населені пункти:
- с. Золотолин
- с. Комарівка
- с. Тростянець

## Склад ради
Рада складається з 16 депутатів та голови.
- Голова ради: Соломай Микола Кузьмич
- Секретар ради: Семенюк Галина Олексіївна

### Керівний склад попередніх скликань
| Прізвище, ім'я, по батькові | Основні відомості                                                                                              | Дата обрання | Дата звільнення |
| --------------------------- | --- | ------------ | --------------- |
| Стасюк Галина Миколаївна    | Сільський голова, 1958 року народження                                                                         | 26.03.2006   | 31.10.2010      |
| Соломай Микола Кузьмич      | Сільський голова, 1962 року народження, освіта середня загальна, член Всеукраїнського об'єднання «Батьківщина» | 31.10.2010   |                 |

Примітка: таблиця складена за даними сайту Верховної Ради України